# Carl Lorenz
Carl Lorenz (Chemnitz, 27 novembre 1913 – Berlino, 25 novembre 1993) è stato un pistard tedesco.

## Palmarès

### Olimpiadi
- Oro a Berlino 1936 nel tandem.